# Škoda 30Tr SOR
Škoda 30Tr SOR – niskopodłogowy trolejbus wytwarzany przez firmę Škoda Electric przy współpracy z producentem nadwozi SOR Libchavy (nadwozie autobusu typu NB 12).

## Historia

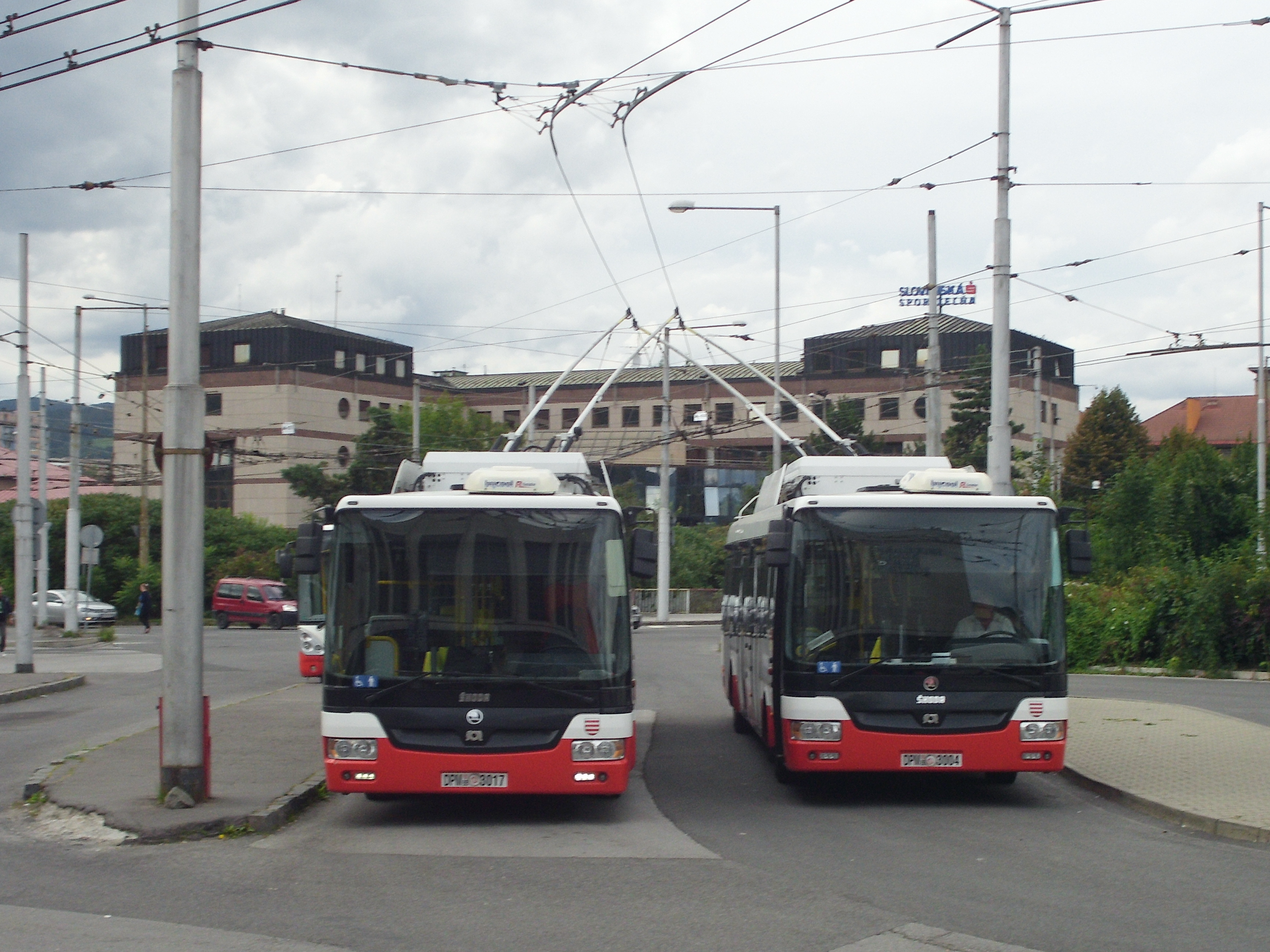
Dwie Škody 30Tr SOR v Bańskiej Bystrzycy

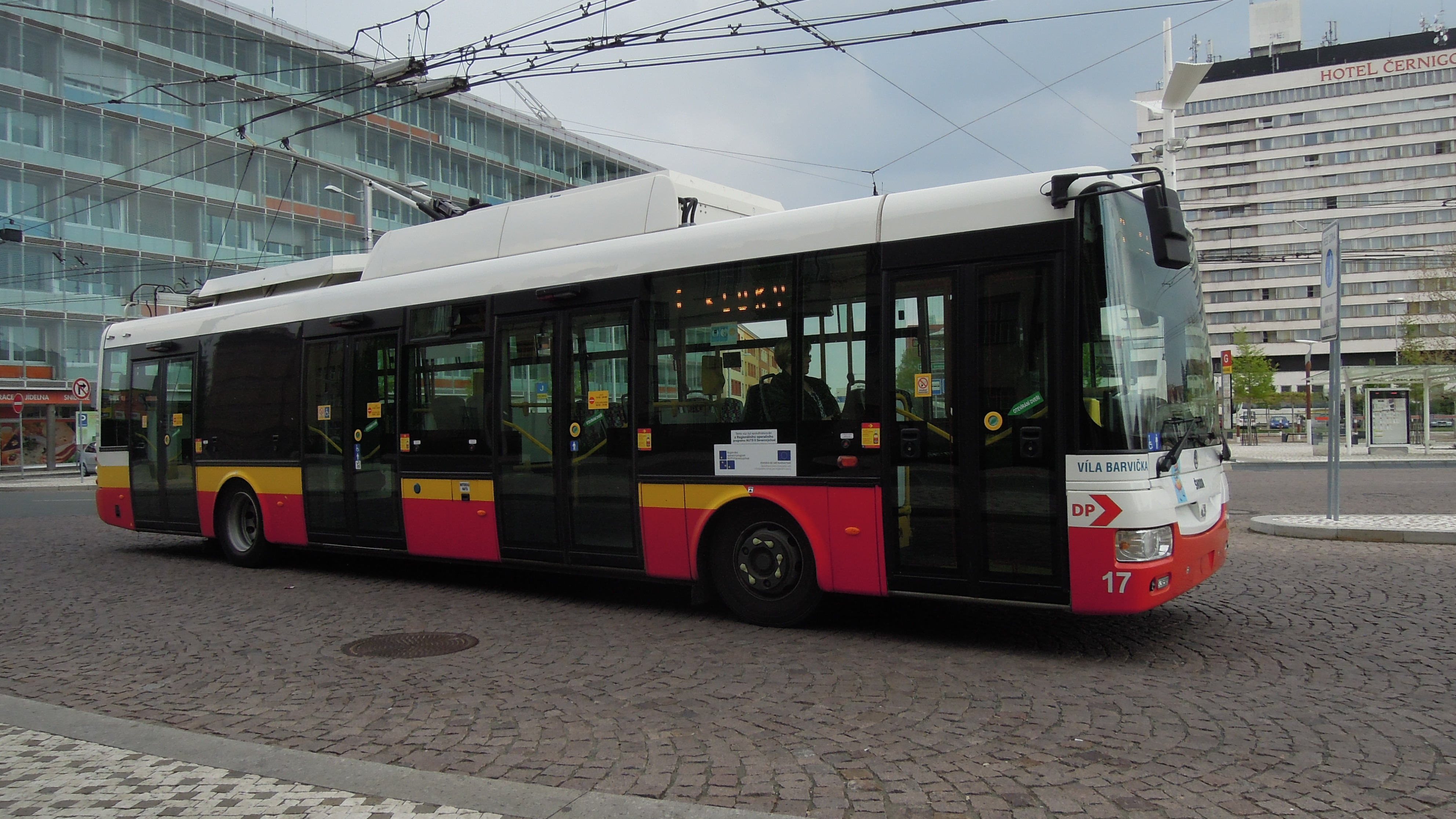
Škoda 30Tr SOR v Hradcu Králové

Pierwszy trolejbus wyprodukowano w 2010 r. i po jazdach homologacyjnych w Bratysławie został dostarczony do Bańskiej Bystrzycy. Dopravný podnik mesta Banská Bystrica (DPM BB) zamówił w sumie 19 wozów typu 30Tr, które zostały dostarczone do czerwca 2011. Oprócz pierwszego wozu, którego montaż końcowy przeprowadzono w Pilźnie (w tym mieście przeszedł on także jazdy próbne, pierwsza miała miejsce 4 listopada 2010 r.), wyposażenie elektryczne do nadwozi zostało zamontowane przez pracowników DPM BB w Bańskiej Bystrzycy. Trolejbusy, których zakup w 95% sfinansował Europejski Fundusz Rozwoju Regionalnego oraz wkład z budżetu państwa, są oznaczone numerami taborowymi 3001–3019. Do wnętrza trolejbusów prowadzi czworo drzwi. Pierwszy trolejbus nr 3001 przeszedł w Bańskiej Bystrzycy w dniach 15 kwietnia – 30 czerwca 2011 r. jazdy próbne z pasażerami, a 1 lipca wszystkie pozostałe egzemplarze wprowadzono do ruchu. Jesienią 2015 r. dostarczono jeszcze jeden trolejbus tego typu.
Kolejnych 18 czterodrzwiowych wozów 30Tr (w tym dwa z pomocniczym silnikiem spalinowym) w latach 2011–2012 dostarczono Dopravnemu podnikowi města Hradce Králové. Pierwszy trolejbus nr 11 dostarczono do Hradca Králové 9 września 2011 r., a 15 września tego samego roku został wprowadzony do obsługi linii nr 3. Kolejnych pięć egzemplarzy pojawiło się w mieście na przełomie września i października 2011 roku, sześć trolejbusów (w tym dwa ze spalinowym silnikiem pomocniczym, eksploatowane na linii nr 1 do dzielnicy Kluky) otrzymał przewoźnik w czerwcu 2012. Trolejbusy 30Tr otrzymały nazwy pochodzące od postaci z bajek, tym razem od bohaterów książki Augustinovy pohádky od královohradeckiej pisarki Marty Pohnerovej (nr 11 skřítek Dobřík, nr 12 skřítek Sklepník, nr 13 skřítek Buchtička, nr 14 Lopuchová víla, nr 15 skřítek Černá tečka, nr 17 víla Barvička, nr 18 víla Fialka, nr 19 skřítek Stoočník, nr 21 skřítek Dobromysl, nr 22 skřítek Moudřík). Trolejbusom nr 16 i 20 nie nadano nazw, ponieważ zostały one przeznaczone do naklejenia na nich całopojazdowych reklam. Ostatnie sześć trolejbusów 30Tr wprowadzono do ruchu w listopadzie 2012 r. (nr 23 Vrbový skřítek, nr 24 skřítek Sklepník, nr 25 víla Pralinka, nr 26 Vánoční skřítek, nr 27 Zlobivý bubáček, nr 28 Hvězdička Maruška). W 2018 r. do Hradca Králové dostarczono jeszcze 9 trolejbusów typu 30Tr, wyposażonych w klimatyzację przedziału pasażerskiego i pomocnicze silniki spalinowe.
Zgodnie z umową ramową, w latach 2011–2014 Škoda Electric miała dostarczyć pięć trolejbusów typu 30Tr do Prešova, jednak planu tego nie zrealizowano. 10 trolejbusów 30Tr zakupił zgodnie z umową z roku 2012 przewoźnik Dopravný podnik mesta Žiliny, pierwsze trzy rozpoczęły kursowanie w grudniu 2012 r.
Trzy wozy 30Tr dostarczono jesienią 2013 r. miastu Cieplice. Ogółem 30 trolejbusów typu Škoda 30Tr SOR zakupił w latach 2014 i 2015 Dopravný podnik Bratislava (DPB), przy czym pojazdy posiadają w klimatyzację przedziału pasażerskiego a połowa z nich jest wyposażona w spalinowy silnik pomocniczy Dalszych 20 trolejbusów bez pomocniczego silnika spalinowego zamówiono w ramach opcji.
W pierwszej połowie roku 2016 dostarczono 3 egzemplarze 30Tr Dopravnemu podnikowi města Pardubic. W 2018 r. do Pardubic dostarczono kolejnych 15 trolejbusów tego typu. Preszowski przewoźnik zawarł w 2016 r. umowę na zakup pięciu wozów 30Tr z opcją na kolejne cztery.
W kwietniu 2018 r. Dopravnemu podnikowi hl. m. Prahy wypożyczono pierwszy wyprodukowany trolejbus 30Tr z pomocniczym silnikiem; trolejbus ten był wcześniej testowany w Hradcu Králové. W Pradze zastąpił trolejbus SOR TNB 12, który był testowany na linii Palmovka – Letňany. Pięć duobusów Škoda 30Tr dostarczono latem 2018 r. do Cieplic, dziewięć egzemplarzy z pomocniczymi akumulatorami zakupił w 2018 r. Dopravní podnik města Hradce Králové.
W ciągu pierwszych trzech miesięcy roku 2019 przedsiębiorstwo Dopravní společnosti Zlín–Otrokovice otrzymało siedem trolejbusów typu 30Tr. Wszystkie pojazdy są czterodrzwiowe, z klimatyzacją przedziału pasażerskiego i pomocniczymi akumulatorami. Zostały włączone do eksploatacji w marcu 2019 r. Całkowity koszt zamówienia wyniósł 93,7 miliona koron, przy czym przewoźnik dzięki 85% dotacji z Unii Europejskiej zapłacił jedynie 14 milionów.

## Dostawy
| Państwo        | Miasto            | Lata dostaw    | Liczba | Numery taborowe           | Uwagi                                                                                                |        |
| -------------- | ----------------- | -------------- | ------ | ------------------------- | --- | ------ |
| Czechy         | Hradec Králové    | 2011–2020      | 28     | 11–38                     | nr 17 i 18 z pomocniczym silnikiem, nr 29–38 z akumulatorami i klimatyzacją przedziału pasażerskiego | [ 24 ] |
| Czechy         | Pardubice         | 2016–2018      | 22     | 333–335, 410–424, 480–483 | z klimatyzacją przedziału pasażerskiego 480–483 z akumulatorami                                      | [ 25 ] |
| Czechy         | Praga             | 2018           | 1      | 9506                      | z akumulatorami i klimatyzacją przedziału pasażerskiego                                              | [ 26 ] |
| Czechy         | Cieplice          | 2013–2018      | 8      | 178–180, 501–505          | trzydrzwiowe 501–505 z akumulatorami                                                                 | [ 27 ] |
| Czechy         | Zlín – Otrokovice | 2019           | 7      | 221–227                   | z akumulatorami i klimatyzacją przedziału pasażerskiego                                              | [ 28 ] |
| Słowacja       | Bańska Bystrzyca  | 2011–2015      | 20     | 3001–3020                 | | [ 29 ] |
| Słowacja       | Bratysława        | 2014–2015      | 50     | 6001–6035, 6101–6115      | 6101–6115 z pomocniczym silnikiem                                                                    | [ 30 ] |
| Słowacja       | Preszów           | 2017–2020      | 9      | 732–740                   | z klimatyzacją przedziału pasażerskiego                                                              | [ 18 ] |
| Słowacja       | Żylina            | 2012–2013      | 7      | 258–264                   | | [ 31 ] |
| Łączna liczba: | Łączna liczba:    | Łączna liczba: | 159    |                           | |        |